# Miomantis
Genre
Miomantis est un genre d'insectes de la famille des Miomantidae (ordre des Mantodea).

## Répartition
Les espèces de ce genre se rencontrent en Afrique,,. 
Certaines d'entre elles ont été récemment nouvellement identifiées en Europe.

## Description

### Diagnose
La plaques supra-anale est allongées, lancéolée et pointue. La veine discoïde de l'aile est bifurquée. Les ailes sont hyalines ou grisâtres. Les sexes sont différents. Les élytres de la femelle et du mâle sont vert coriace. L'abdomen, membraneux chez le mâle, est plus court ou égal.

### Description détaillée[3]
Le mâle et la femelle sont différents.
La tête est transversale avec un front aplati et un vertex transversal peu élevé et comprimé. Les yeux sont petits et l'écusson facial transversal. Les ocelles son très gros chez le mâle.
Le prothorax est petit et assez grêle surtout chez le mâle. La dilatation est faible et la partie qui la précède est plus étroite que le col chez le mâle.
Les organes du vol sont petits, étroits et assez courts chez la femelle. Les élytres sont ovales et lancéolés, appointis et étroits, et atteignent au plus l'extrémité de l'abdomen. Ils sont vert opaque ou semi membraneux en arrière. Les ailes sont petites, étroites et appointies, de la longueur des élytres. Elles présentent une extrémité verte. La veine discoïdale est bifide ou simple. Chez le mâle, les organes du vol sont très grands, étroits et hyalins. Les élytres sont entièrement membraneux sauf parfois une bande sur la nervure principale.
Les pattes sont assez grêles. Les coxae antérieurs sont finement dentées. Les tibias antérieurs font la moitié de la longueur des fémurs.
L'abdomen de la femelle est rhomboïdal ou linéaire. Le mâle est très grêle. La plaque sur-anale présente une forme de languette pointue.

## Genres proches
Le genre Miomantis établit un lien entre les Iris et les Promiopteryx. Ainsi, les mâles présentent presque tous les caractères des Promiopteryx alors que les femelles ont les élytres opaques ou sub-opaques comme chez les Iris mais de forme différente, petites et étroites, et terminées en pointe.

## Systématique
Le genre Miomantis a été décrit par l'entomologiste suisse Henri de Saussure en 1870. Sa dénomination provient du grec μεῖον, moindre, et de mantis, mante, pour mantes de moindre taille. Il a pour espèce type Miomantis fenestrata (Fabricius, 1781) par désignation subséquente.

### Publication originale
- Saussure, H., de. 1870. Mantides. Mélanges Orthoptérologiques. Mémoires de la Société de physique et d'histoire naturelle de Genève, 21(1): 1-215. (lire en ligne - p.29)

### Liste des espèces
Selon GBIF (11 janvier 2025) :
- Miomantis abyssinica Giglio-Tos, 1911
- Miomantis acuticeps Beier, 1969
- Miomantis aequalis Rehn, 1904
- Miomantis affinis Sjostedt, 1909
- Miomantis alata Giglio-Tos, 1917
- Miomantis amanica Giglio-Tos, 1911
- Miomantis andreinii Giglio-Tos, 1917
- Miomantis annulipes Werner, 1916
- Miomantis arabica Kaltenbach, 1982
- Miomantis asignata Rehn, 1914
- Miomantis aurantiaca Giglio-Tos, 1911
- Miomantis aurea Giglio-Tos, 1917
- Miomantis australis Beier, 1930
- Miomantis binotata Giglio-Tos, 1911
- Miomantis bintumanensis Roy, 1971
- Miomantis brachyptera Saussure, 1899
- Miomantis brevipennis Saussure, 1872
- Miomantis brunni Giglio-Tos, 1911
- Miomantis buettneri Giglio-Tos, 1911
- Miomantis caffra Saussure, 1871
- Miomantis cinnabarina Giglio-Tos, 1911
- Miomantis ciprianii La Greca, 1939
- Miomantis coxalis Saussure, 1898
- Miomantis devylderi Sjostedt, 1924
- Miomantis diademata Werner, 1916
- Miomantis exilis Giglio-Tos, 1911
- Miomantis fallax Giglio-Tos, 1917
- Miomantis feminina Beier, 1930
- Miomantis fenestrata (Fabricius, 1781)
- Miomantis gracilis Karsch, 1892
- Miomantis griffinii Giglio-Tos, 1911
- Miomantis gyldenstolpei Sjostedt, 1924
- Miomantis helenae Giglio-Tos, 1914
- Miomantis kibweziana Giglio-Tos, 1911
- Miomantis kilimandjarica Sjostedt, 1909
- Miomantis lacualis Giglio-Tos, 1911
- Miomantis lamtoensis Gillon & Roy, 1968
- Miomantis longicollis Saussure, 1898
- Miomantis menelikii Bormans, 1881
- Miomantis milmilena Giglio-Tos, 1917
- Miomantis minuta Giglio-Tos, 1911
- Miomantis misana (Giglio-Tos, 1911)
- Miomantis moerana Giglio-Tos, 1917
- Miomantis mombasica Giglio-Tos, 1911
- Miomantis monacha (Fabricius, 1787)
- Miomantis montana Giglio-Tos, 1911
- Miomantis multipunctata Werner, 1915
- Miomantis nairobiensis Bolivar, 1922
- Miomantis natalica Beier, 1930
- Miomantis nyassensis Saussure, 1898
- Miomantis ornata Giglio-Tos, 1911
- Miomantis paykullii Stal, 1871
- Miomantis pellucida Saussure, 1870
- Miomantis planivertex Sjostedt, 1909
- Miomantis prasina Burmeister, 1838
- Miomantis preussi Karsch, 1892
- Miomantis pygmaea Giglio-Tos, 1917
- Miomantis quadripunctata Saussure, 1898
- Miomantis rebeli Beier, 1929
- Miomantis rehni Giglio-Tos, 1911
- Miomantis rouxi Werner, 1926
- Miomantis rubra Beier, 1929
- Miomantis sangarana Giglio-Tos, 1911
- Miomantis saussurei Schulthess-Rechberg, 1899
- Miomantis scabricollis Gerstaecker, 1883
- Miomantis semialata Saussure, 1872
- Miomantis sjostedti Giglio-Tos, 1927
- Miomantis steelae Uvarov, 1935
- Miomantis tangana Giglio-Tos, 1911
- Miomantis tenuis Giglio-Tos, 1917
- Miomantis usambarica Giglio-Tos, 1911
- Miomantis vitrea Giglio-Tos, 1917
- Miomantis wittei Beier, 1954